# 科琳·杜赫斯特
科琳·杜赫斯特（英語：Colleen Dewhurst，1924年6月3日—1991年8月22日），女，美国演员。曾获得黄金时段艾美奖迷你影集／电视电影最佳女配角。